# Fani Stipković
Fani Stipković (Korčula, 20. kolovoza 1982.) hrvatska je izvjestiteljica, televizijska voditeljica i manekenka.

## Rani život
Rođena je i odrasla u Korčuli na istoimenom otoku i pohađala Osnovnu školu Maršal Tito do svoje 14. godine života. Godine 1996. preselila se u Zagreb i pohađala XV. Gimnaziju, MIOC ("Obrazovni centar za matematiku i informatiku"). 2005. godine diplomirala je na Fakultetu političkih znanosti Sveučilišta u Zagrebu s diplomom Televizije i novinarstva. Godine 2014. magistrirala je televizijsku produkciju i menadžment na Mediasetu i Europskom sveučilištu u Madridu.

## Karijera
Fani Stipković se 1996. godine pridružila grupi za jazz i ples Tihane Škrinjarić i susrela Sandru Vranješ, koja je postala njezin agent. Počela je kao maneken u Hrvatskoj, Londonu, Milanu i Španjolskoj za razne reklame, uvodnike, modne revije i glazbene spotove. Za to vrijeme nastavila je studij politologije na Sveučilištu u Zagrebu.
Godine 2001. bila je pripravnica na Hrvatskoj radioteleviziji (HRT), hrvatskoj nacionalnoj televizijskoj mreži, a pisala je i kolumne u Jutarnjem i Večernjem listu.
Od 2005. godine radila na Novoj TV. Vodila je Red Carpet, Za to vrijeme radila je na emisiji Nove televizije IN magazin gdje je vodila emisiju "Cool Tour". Sudjelovala je u razgovorima na brojnim događajima, među kojima su bili Miss Universe Hrvatska, Nad lipom, US Open i ATP-ovi teniski turniri, nogometne utakmice UEFA-ine Lige prvaka te na dodjelama nagrada Europski nogometaš godine i FIFA svjetski igrač godine.
Od 2014. godine radila je na RTL Televiziji kao dopisnica iz Madrida. Otvorila je i vlastiti kanal, Fani TV, na kojem su bili razgovori s raznim sportašima, poznatim osobama i poduzetnicima.
Godine 2015. surađivala je s FACE TV-om, gdje je vodila intervjue i događaje u Španjolskoj i Monaku. Pisala je za The Huffington Post.
U srpnju 2016. bila je službeni televizijski voditelj na ATP Croatia Open u Umagu. U kolovozu je započela suradnju sa španjolskom produkcijskom kućom Mediaser. Godine 2017. radila je kao dopisnica iz Španjolske za sportski kanal iz Hrvatske.
U svibnju i lipnju 2018. radila je kao dnevni voditelj televizijske emisije za hrvatski nogometni reality show. Ambasadori emisije bili su nogometne zvijezde poput kapetana hrvatske reprezentacije Luke Modrića i Ivana Rakitića iz FC Barcelone, koji su se uživo prenosili na hrvatskoj nogometnoj televiziji HNTV prije Svjetskog nogometnog prvenstva 2018. godine.

## Filmografija
| godina | naslov            | uloga             | bilješke |
| ------ | ----------------- | ----------------- | --- |
| 2005.  | Luda kuća         | Medicinska sestra | epizoda 1.2 – na špici kao Fani Stipković                                                                                     |
| 2007.  | Zabranjena ljubav | Mia Marovic       | epizoda 1.529 – na špici kao Fani Stipković                                                                                   |
| 2007.  | Zabranjena ljubav | Mia Marovic       | epizoda 1.530 – na špici kao Fani Stipković                                                                                   |
| 2007.  | Zabranjena ljubav | Mia Marovic       | epizoda 1.538 – na špici kao Fani Stipković                                                                                   |
| 2007.  | Ne daj se, Nina!  | Tea               | epizoda 1.3 – na špici kao Fani Stipković                                                                                     |
| 2011.  | Inside the NFL    | ona sama          | intervju sa sportskim direktorom, Peteom Radovichem Arhivirana inačica izvorne stranice od 13. srpnja 2017. (Wayback Machine) |

### Ostalo
- "Exkluziv Tabloid" (? - danas)
- "IN Magazin" (? - danas)

## Vanjske poveznice
- Fani Stipković u internetskoj bazi filmova IMDb-u (engl.)
- Službena stranica  Arhivirana inačica izvorne stranice od 2. ožujka 2021. (Wayback Machine)
- Stranica na Instagramu
- Stranica na Twitteru
- Stranica na Facebooku
- Stranica na Pinterestu